# Speed King
Speed King (рус. Король скорости) — песня британской группы «Deep Purple» из четвёртого студийного альбома «Deep Purple in Rock».

## История создания
К 1970 году группа в составе Mark I достигает своего апогея: её участники записали три альбома и добились коммерческого успеха в США, но страдали из-за отсутствия музыкального направления. Инициатором перемен стал Блэкмор: в январе 1969 года выходит дебютный альбом группы Led Zeppelin, ставший важной вехой в истории рок-музыки. Под впечатлением от этого альбома, Ричи Блэкмор решил, что Deep Purple должны начать исполнять «очень тяжёлую» музыку, ему хотелось придать группе новое модное звучание, но очень сильно мешало ретроградство со стороны Симпера и Эванса. В результате Эванс и Симпер покидают группу, а на их место встают приглашённые из группы Episode Six перспективные Гиллан и Гловер. Блэкмор отодвигает Лорда на второй план (последний сильно увлекался классической музыкой, что не соответствовало планам Блэкмора насчёт звучания группы), и коллектив создаёт один из шедевров тысячелетия, определивший в дальнейшем вектор развития музыки начала 70-х — альбом «Deep Purple in Rock».
«Speed King» не только открывала альбом, но и была первой песней, созданной «классическим» составом. Композиция создана на основе басового риффа, написанного Гловером в студии Hanwell в попытке подражать «Fire» Джими Хендрикса. Поначалу она называлась «Kneel & Pray» («Стань на колени и молись»), но после дебюта на сессиях BBC песню переименовали в «Ricochet», всем же известное название появилось только при записи альбома. В первом студийном дубле песни Лорд играл на пианино вместо органа (позднее эта версия была выпущена на сингле).

## Структура произведения
Композицию открывает сумбурная и запутанная импровизация Блэкмора на перегруженной электро-гитаре. Приблизительно на пятидесятой секунде вступает обманчиво спокойный и умиротворяющий орган Лорда, после чего в песне резко (около первой минуты и тридцатой секунды) начинается основной гитарный риф и вокальная партия Гиллана. Стоит заметить, что начало песни, а значит и альбома в целом оказалось для многих настолько непривычным, что при издании альбома в США первые 90 секунд записи просто вырезали, дабы не травмировать неподготовленного слушателя. В завершении второй минуты начинается свойственная группе своеобразная «дуэль» инструментов Лорда и Блэкмора. Похожие противостояния можно наблюдать в таких бессмертных хитах группы как: «Burn», «Child in Time», «Highway Star». Впоследствии музыканты исполняют третий куплет, припев и закрывающую часть песни.
Продолжительность композиции — 5 минут 49 секунд.

## Участники записи
В записи песни участвовали:
- Ричи Блэкмор — гитара;
- Иэн Гиллан — вокал;
- Роджер Гловер — бас-гитара;
- Джон Лорд — электроорган Хаммонда;
- Иэн Пейс — ударные.

## Текст песни
«Speed King» до сих пор поражает своей энергетикой, а в те времена это была сверхскоростная композиция. В тексте произведения Гиллан использует много цитат из песен рок-исполнителя 1950-х — Литтл Ричарда.
Я. Гиллан:«Я просто свалил в кучу все крылатые фразы из песен Элвиса Пресли, Литтл Ричарда, Чака Берри, какие только смог вспомнить. И, кстати, „Speed King“ — об ощущениях, когда ты быстро поёшь. И никакого отношения к наркотикам не имеет. Для меня главным была энергия».
В композиции имеются следующие отсылки к песням вышеуказанных исполнителей, например:
«Good Golly said little Miss Molly» — первая строчка «Speed King» — это аллюзия на песню Литтла Ричарда «Good Golly Miss Molly»;
«Tutti Frutti was oh so rooty» — аллюзия на песню Литтла Ричарда «Tutti Frutti»;
«Lucille was oh so real» — аллюзия на песню Литтла Ричарда «Lucille»;
«Saturday night and I just got paid» — первая строчка из песни Литтла Ричарда «Rip It Up»;
«Hard headed woman and a soft hearted man» — аллюзия на песню Элвиса Пресли «Hard Headed Woman»;
«Take a little rice take a little beans/Gonna rock and roll down to New Orleans» — аллюзия на строчки песни «The Battle of New Orleans» (автор — Дж. Дрифтвуд) в исполнении Джонни Хортона.

## Кавер-версии
- В 1973 году ирландская команда Funky Junction[англ.], составленная из участников группы Thin Lizzy, записала трибьютный альбом Funky Junction Play a Tribute to Deep Purple, в котором была исполнена кавер-версия «Speed King»[3].
- Британская хэви-металлическая группа Venom включила кавер-версию «Speed King» в свой альбом Temples of Ice (1991).
- Шведский гитарист Ингви Мальмстин записал кавер-версию «Speed King» для трибьютного альбома Smoke on the Water — A Tribute to Deep Purple (1994).
- Немецкая пауэр-металлическая группа Primal Fear записала кавер-версию «Speed King» для своего дебютного альбома Primal Fear (1998).
- Экс-вокалист американской группы Quiet Riot Кевин ДюБроу[англ.] записал кавер-версию «Speed King» для своего альбома In for the Kill[англ.] (2004).
- В 2006 году Иэн Гиллан выпустил альбом Gillan's Inn[англ.], посвящённый 40-летию творческой карьеры. В альбоме была записана версия «Speed King», партию гитары в которой исполнил известный американский виртуоз и экс-участник Deep Purple Джо Сатриани.
- Британская команда Saxon записала кавер-версию «Speed King» для своего альбома Inspirations (2021)[4]